# 132
132 (CXXXII) var ett skottår som började en måndag i den julianska kalendern.

## Händelser

### Okänt datum
- Den messianiske, karismatiske ledaren Simon bar Kokhba inleder ett befrielsekrig mot romarna, vilket dock så småningom krossas av kejsar Hadrianus. Rabbi Akiva stöder upproret.
- Legionen X Fretensis måste evakueras från Jerusalem och återvända till Cesarea. Judarna återtar staden och återupprättar sitt offersystem. De präglar mynt för att fira sin (tillfälliga) frihet. Legionen XXII Deitoriana, som har kommit från Egypten, krossas fullständigt.
- Byggandet av Hadrianus mausoleum påbörjas i Rom.
- Den östkinesiska Handynastins Yongjian-era ersätts av Yangjia-eran.
- Den kinesiske vetenskapsmannen Zhang Heng uppfinner världens första seismoskop för att mäta jordbävningar.